# Cortenuova
Cortenuova är en ort och kommun i provinsen Bergamo i regionen Lombardiet i Italien. Kommunen hade 1 932 invånare (2018).